# Rebecca (raton laveur)
Pour les articles homonymes, voir Rebecca.
Rebecca était un raton laveur américain, animal de compagnie du président Calvin Coolidge et de son épouse Grace Coolidge. 

## Biographie
Rebecca est originaire du Mississippi. Elle fut envoyée à la Maison-Blanche pour être servie pour le dîner de Thanksgiving de 1926, mais les Coolidge décidèrent de la garder comme animal de compagnie.  Pour Noël, un collier brodé fut fabriqué pour elle, portant l'inscription « White House Raccoon ».  Elle participait au roulement des œufs annuel de Pâques à la Maison-Blanche.  
Elle était nourrie de crevettes, de kakis et d’œufs, déambulait librement dans la Maison-Blanche et circulait dehors tenue en laisse.
Grace Coolidge écrit : 

« Nous avions une maison faite pour elle dans l'un des grands arbres, entourée d'une clôture en fil de fer en guise de protection.  Nous la maintenions en laisse dehors, mais elle avait sa liberté dans la maison. Elle était espiègle et curieuse, et nous devions la surveiller quand elle était à la maison.  Elle appréciait grandement être installée dans une baignoire avec un peu d'eau, pour jouer avec un bloc de savon.  Elle s'amusait de la sorte pendant une heure, voire plus. »

Lorsque les Coolidge partirent en vacances dans les Black Hills, Rebecca fit partie du voyage avec deux de leurs chiens et cinq canaris.
Pour lui donner un compagnon, un raton laveur mâle fut acheté par un officier de police de la Maison-Blanche. Nommé Reuben, celui-ci s'échappait régulièrement, pour être récupéré par le personnel de la Maison Blanche. Il  disparut un jour sans laisser de trace. 
En prévision de leur départ de la Maison-Blanche à la fin du mandat présidentiel en 1929, les Coolidge firent don de Rebecca au zoo du parc Rock Creek (aujourd'hui le parc zoologique national de Washington). Peu de temps après l'arrivée de Herbert Hoover à la présidence américaine, un opossum sauvage s'installa dans la cabane vide de Rebecca. Il fut « adopté » par les Hoover, qui le nommèrent « Billy Possum. »